# Medijski player (uređaj)
Medijski player, naprava koja izvodi medijske datoteke. Reproducirati video i audio formate. Uređaj može imati svoj tvrdi disk s kojeg izvodi medijske datoteke. Može izvoditi multimedijski sadržaj s USB uređaja, SD kartica, izravno s Interneta, preko lokalne mreže. Uređaji zahtijevaju snažnije procesore i mnogo RAM-a memorije. Podržavaju mnoge video kodeke (MKV-H264, BDMV, BDISO i M2TS i dr.), datoteke u formatima AVI, BDMV Light, BDISO Light,  MKV, TS, TP, TRP, M2TS, MPG, MP4, MOV, DiVX, M4V, VOB, ISO, DAT, WM, ASF, RM, RMVB i FLV. Mrežni priključci su novijih generacija (npr. USB 3.0), opremljeni su spojem na HDMI i pratećim kabelima. Sadrže sučelja poput HDMI, USB, SD i AV. Noviji imaju zvuk i sliku visoke razlučivosti. Čitaju slikovne i formate podnatpisa. U pratećoj opremi imaju daljinske upravljače. Medijski player može s računala putem bežične mreže slati multimedijalne sadržaje na televizor.